# Commissione Katyn'

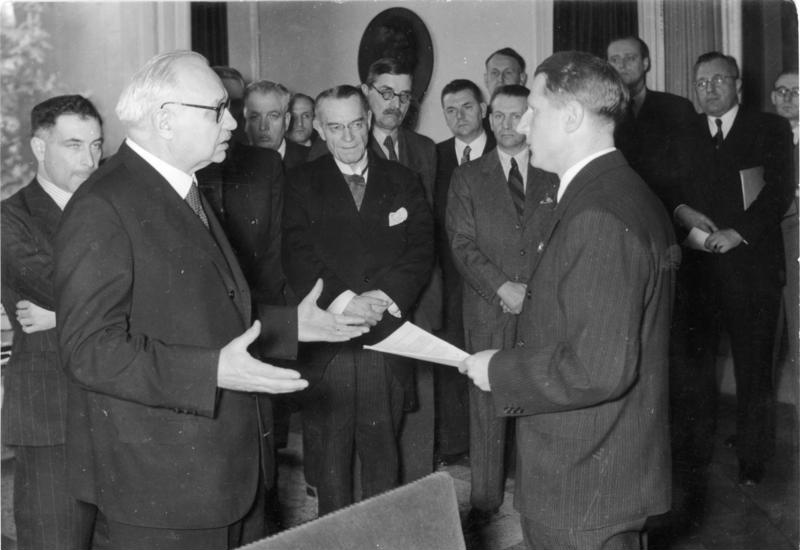
Leonardo Conti, capo della Sanità della Germania nazista, (a destra) tiene il Rapporto della Commissione Katyn', davanti al Dr. Ferenc Orsós (a sinistra). Al centro Louis Speleers. Eduard Miloslavić è la quarta persona da sinistra

La Commissione Katyn' o Commissione Internazionale Katyn' fu un comitato formato nell'aprile 1943 su richiesta della Germania per indagare sul massacro di Katyn'.
Durante l'occupazione sovietica della Polonia orientale furono uccisi circa 22000 cittadini polacchi, per lo più prigionieri di guerra della campagna di Polonia, inclusi gli ufficiali dell'esercito polacco, l'intellighenzia, i funzionari pubblici, oltre sacerdoti, agenti di polizia e numerosi altri professionisti. I loro corpi furono scoperti in una serie di grandi fosse comuni nella foresta vicino a Smolensk in Russia dopo l'operazione Barbarossa.
L'indagine fu condotta da patologi di livello mondiale. La Commissione concluse che l'Unione Sovietica fu la responsabile del massacro. Di conseguenza, il governo tedesco fece ampio riferimento al massacro nella propria propaganda nel tentativo di creare un cuneo politico tra gli Alleati della seconda guerra mondiale. L'interruzione delle relazioni tra il governo polacco in esilio e l'Unione Sovietica fu la diretta conseguenza del sostegno polacco alle indagini. I sovietici negarono immediatamente la loro responsabilità per il crimine e la loro Commissione di Stato straordinaria fu incaricata di falsificare i documenti e la scienza forense con l'obiettivo di annullare la colpa e quindi accusare la Germania nazista del crimine.

## Membri

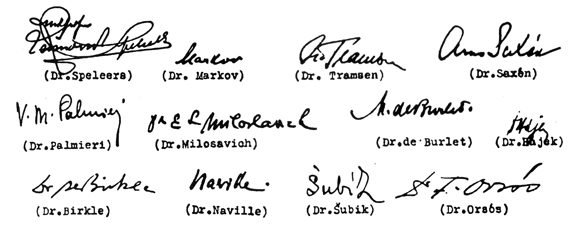
Firme dei membri della Commissione

- Alexandru Birkle, rumeno, dottore in medicina;
- Herman Maximilien de Burlet, anatomista, embriologo, fisiologo e patologo olandese;
- František Hájek, professore ceco di medicina legale;
- Marko Markow, professore bulgaro di medicina legale;
- Eduard Miloslavić, professore croato di patologia;
- François Naville, professore dell'Università di Ginevra;
- Ferenc Orsós, dottore dell'Università di Budapest;
- Vincenzo Mario Palmieri, professore di medicina legale dell'Università di Napoli;
- Arno Saxén, patologo finlandese, professore dell'Università di Helsinki;
- Reimond Speleers, professore dell'Università di Gand in Belgio;
- Helge Tramsen, esperto danese in medicina legale;
- Andrej Žarnov (František Šubík), professore slovacco di anatomia patologica.

## Ammissione russa del crimine sovietico
I documenti sovietici relativi al massacro iniziarono a essere declassificati solo nel 1990. Dimostrarono in modo definitivo che 21857 persone, tra internati e prigionieri di guerra polacchi, furono giustiziati dall'Unione Sovietica dopo il 3 aprile 1940, inclusi i 14552 prigionieri dei tre più grandi campi di prigionia sovietici del momento. Del numero totale di vittime, 4421 ufficiali furono giustiziati sparando nel monastero di Kozelsk Optina, 3820 nel campo di prigionia di Starobelsk e 6311 nella struttura di Ostashkov, oltre a 7305 polacchi segretamente giustiziati nella RSS Bielorussa e nelle prigioni della RSS Ucraina. Tra le vittime ci furono 14 generali polacchi tra cui Leon Billewicz, Bronisław Bohatyrewicz, l'ammiraglio Xawery Czernicki, Stanisław Haller, Aleksander Kowalewski, Henryk Minkiewicz, Kazimierz Orlik-Łukoski, Konstanty Plisowski, Rudolf Prich (assassinato a Leopoli), Franciszek Sikorski, Leonard Skierski, Piotr Skuratowicz, Mieczysław Smorawiński e Alojzy Wir-Konas (promosso postumo).
Nel novembre 2010, la Duma di Stato russa ha ammesso in una dichiarazione ufficiale che Iosif Stalin e altri funzionari sovietici ordinarono alla polizia sovietica NKVD, sotto il comando di Lavrentiy Beria, di commettere i massacri.